# Hermann Söder
Hermann Söder (* 1946; † 25. Juli 2006) war ein deutscher Kommunalpolitiker (CDU). 
Er war von 1996 bis 2002 ehrenamtlicher und dann bis 2006 hauptamtlicher Landrat des Landkreises Soltau-Fallingbostel. Er arbeitete als Landwirt im Walsroder Stadtteil Kirchboitzen. 

## Politische Karriere
Söder war über 30 Jahre politisch für die CDU aktiv. 1972 wurde er erstmals in den Kirchboitzener Rat gewählt, nach der Gemeindereform in den Rat der Stadt Walsrode. Am 1. November 1977 kam er erstmals in den Kreistag. Er war Fraktionsvorsitzender Walsrodes, Fraktionsvorsitzender der CDU-Kreistagsfraktion und Mitglied des CDU-Kreisvorstandes. Für die Bundestagswahlen 1990 und 1994 bewarb er sich im damaligen Wahlkreis Soltau-Fallingbostel – Rotenburg, konnte sich aber parteiintern nicht gegen Heinz-Günter Bargfrede durchsetzen, der schließlich auch zweimal in den Bundestag einzog. Bei der Landratswahl im Landkreis Soltau-Fallingbostel am 15. September 1996 gewann er gegen den SPD-Kandidaten Arnold Richter und übernahm den zunächst noch ehrenamtlichen und hauptsächlich repräsentativen Posten des Landrates von seinem Vorgänger Wolfgang Buhr (CDU). Er stand damit zusammen mit Oberkreisdirektor Klaus Schumacher an der Doppelspitze. Am 9. September 2001 wurde er mit 58,98 Prozent wiedergewählt und setzte sich damit deutlich gegen Wilfried Worch-Rohweder (SPD) durch. Ab 1. Februar 2002 wird er als erster hauptamtlicher Landrat des Landkreises vereidigt. Der Posten des Oberkreisdirektors und damit die Doppelspitze wird damit abgeschafft.